# Elizabet Tursynbayeva
Elizabet Baitákovna Tursynbáyeva nacida el 14 de febrero de 2000) es una patinadora artística sobre hielo kazaja, retirada de competencias.Ganadora de bronce de los Juegos de invierno de Asia de 2017 y doble ganadora del Campeonato Nacional de Kazajistán, ganadora de la medalla de plata del Campeonato de los Cuatro Continentes 2019 y Subcampeona mundial del Campeonato Mundial de Patinaje Artístico sobre Hielo de 2019.

## Vida personal
Nació en febrero de 2000 en Moscú, Rusia, pero su familia es originaria de Kazajistán. Su hermano mayor, Timur Tursynbáyev, es campeón nacional de patinaje sobre hielo. Además de patinar, Tursynbáyeva sabe tocar el piano y el violín.

## Carrera

### Trayectoria

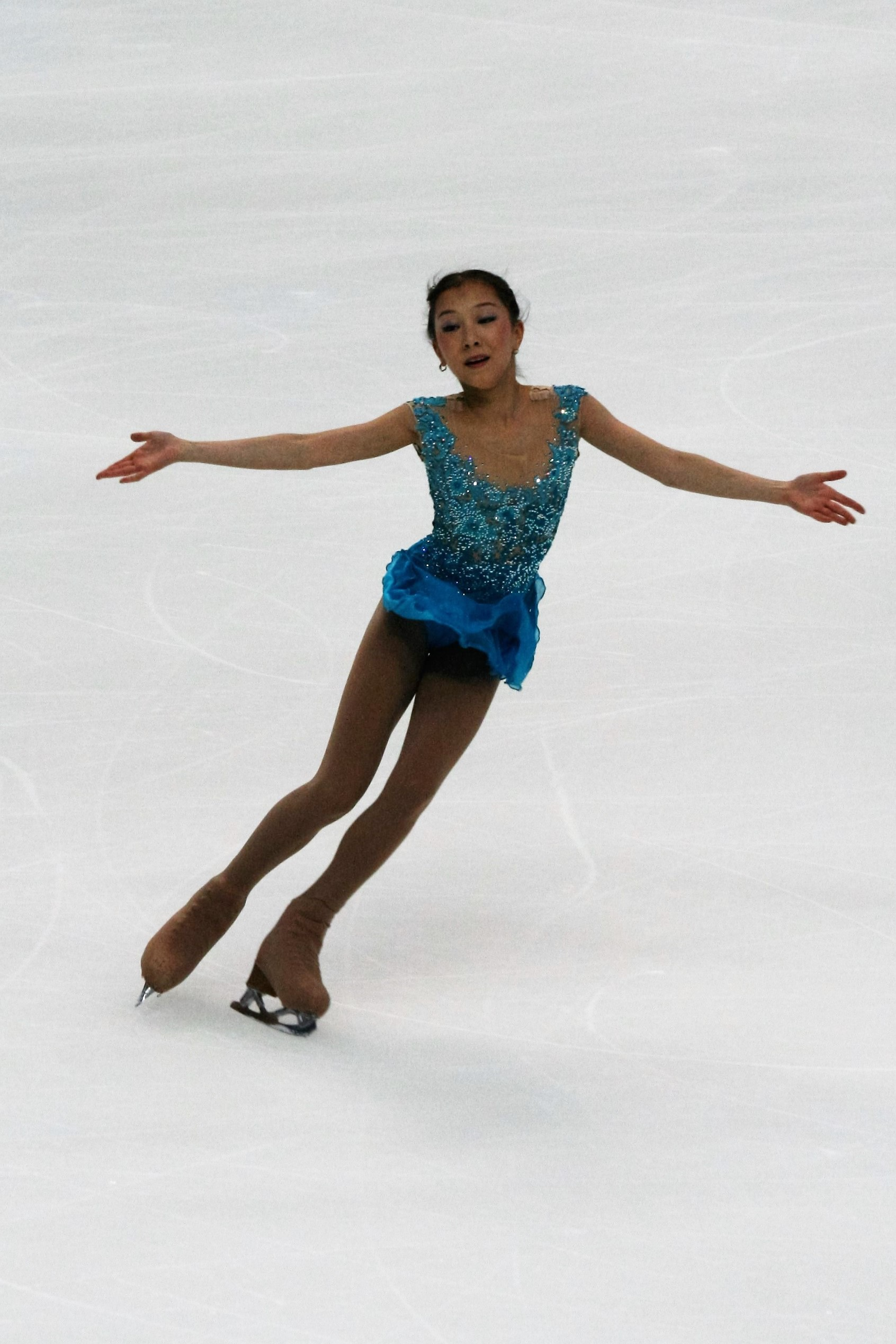
Tursynbáyeva participando en la Copa Rostelecom de 2016.

Comenzó a patinar junto a su hermano a la edad de cinco años. Sus patinadoras favoritas son Mao Asada y Carolina Kostner. Sus primeros entrenadores fueron Natalia Dubínskaya y Aleksandr Shubin; más adelante fue entrenada en el grupo de Eteri Tutberidze. Su primera aparición internacional fue en la Copa Rooster en Kazajistán, en abril de 2011, y obtuvo el puesto número 13 en el Campeonato de Rusia de 2013. Dejó de entrenar con Tutberidze desde 2013 debido a cambios en el reglamento de la federación rusa de patinaje. Ella y su madre consiguieron la ayuda de Brian Orser como entrenador.
Antes de la temporada 2013-2014 la patinadora comenzó a entrenar con Orser en Canadá; en septiembre, en su debut júnior en Grand Prix, ganó la medalla de plata. Quedó en quinto lugar en su segundo evento de Grand Prix, en Estonia. Finalizó su temporada con una medalla de oro en el Trofeo Triglav de 2014 en Eslovenia. En los eventos de Grand Prix de la temporada 2014-2015 ganó el bronce en Aichi, Japón, y el oro en el evento de Alemania. En el Campeonato Mundial Júnior quedó en cuarto lugar tras quedar en la séptima posición con su programa corto, y cuarta en su programa libre.
La temporada 2015-2016 fue el inicio de su carrera sénior, invitada a los eventos de Grand Prix. Ganó la medalla de plata en el evento U.S. Classic de 2015 y su primer evento de la ISU. En su debut en Grand Prix, obtuvo la cuarta posición en el Skate América y la séptima del Skate Canadá de 2015. Además ganó la plata en el Trofeo Tallinn de 2015. En el Campeonato de los Cuatro Continentes de 2017 la patinadora recibió una medalla de bronce en reconocimiento por su programa corto; terminó en el octavo lugar. Finalizó en noveno lugar en el Campeonato del Mundo de 2017, clasificándose para los Juegos Olímpicos de invierno de Pyeongchang en 2018. Quedó en quinto lugar en los Internacionales de Francia 2017, con un total de 200,98 puntos. Tursynbayeva participó en el Campeonato Mundial de Patinaje de 2019, donde ganó la medalla de plata con un total de 224.76 puntos; la patinadora kazaja es la primera atleta en aterrizar un salto cuádruple salchow en competición sénior, además es la primera kazaja en obtener una medalla de plata en un campeonato mundial.

### Programas
|           | Programa corto                                                               | Programa libre                                                       | Exhibición                                                               |
| --------- | ---------------------------------------------------------------------------- | -------------------------------------------------------------------- | ------------------------------------------------------------------------ |
| 2018-2019 | Moonlight Sonata de Ludwig van Beethoven (Coreografía de Daniil Gleijengauz) | Otoño Porteño de Astor Piazzolla (Coreografía de Daniil Gleijengauz) | Adagio de Lara Fabian                                                    |
| 2017-2018 | Carmen Fantasy de Pablo de Sarasate, Georges Bizet                           | The Prayer de Celine Dion y Andrea Bocelli                           |                                                                          |
| 2016-2017 | I Got Rhythm de George Gershwin                                              | Princess Mononoke de Joe Hisaishi                                    | Little Secret de Nikki Yanofsky                                          |
| 2015-2016 | I Got Rhythm de George Gershwin                                              | Papa, Can You Hear Me? de Michel Legrand                             | Send in the Clowns de Stephen Sondheim                                   |
| 2014-2015 | Becoming a Geisha de John Williams                                           | Papa, Can You Hear Me? de Michel Legrand                             | Send in the Clowns de Stephen Sondheim                                   |
| 2013-2014 | Don't Cry for Me Argentina (Coreografía de Tracy Wilson)                     | Spontaneous Me de Lindsey Stirling                                   | Poesia Di Venzia de Rondò Veneziano (Coreografía de Alexei Zheleznyakov) |
| 2012-2013 | In the Hall of the Mountain King (Coreografía de Alexei Zheleznyakov)        | The Feeling Begins de Peter Gabriel                                  |                                                                          |
| 2011-2012 | Poesia Di Venzia de Rondò Veneziano (Coreografía de Alexei Zheleznyakov)     | Machrozet Yehodit de Amen                                            |                                                                          |

### Resultados nivel śenior
| 18–24 de marzo de 2019                  | Campeonato Mundial de Patinaje Artístico sobre Hielo de 2019 | 3 75.96        | 4 148.80       | 2 224.76 |
| 7–10 de febrero de 2019                 | Campeonato de los Cuatro Continentes de 2019                 | 6 68.09        | 3 139.37       | 2 207.46 |
| 16-18 de noviembre de 2018              | Copa Rostelecom 2018                                         | 4 61.73        | 6 118.72       | 6 180.45 |
| 2-4 de noviembre de 2018                | Trofeo de Finlandia 2018                                     | 2 70.95        | 1 129.79       | 2 200.74 |
| 26-28 de octubre de 2018                | Skate Canada International 2018                              | 6 61.19        | 5 124.52       | 5 185.71 |
| 4-7 de octubre de 2018                  | CS Trofeo de Finlandia 2018                                  | 2 70.95        | 1 129.79       | 2 200.74 |
| 19–22 de septiembre de 2018             | CS Trofeo Ondrej Nepela de 2018                              | 2 69.99        | 2 122.31       | 2 192.30 |
| Temporada 2017-2018                     |                                                              |                |                |          |
| Fecha                                   | Evento                                                       | Programa corto | Programa libre | Total    |
| 17–19 de noviembre de 2017              | Internationaux de France 2017                                | 6 62.29        | 3 138.69       | 5 200.98 |
| 26–29 de octubre de 2017                | CS Minsk-Arena Ice Star de 2017                              | 3 60.62        | 1 126.95       | 1 187.57 |
| 20–22 de octubre de 2017                | Copa Rostelecom 2017                                         | 6 63.92        | 9 121.03       | 8 184.95 |
| 20–23 de septiembre de 2017             | CS Autumn Classic de 2017                                    | 5 56.62        | 3 124.38       | 3 181.00 |
| Temporada 2016-2017                     |                                                              |                |                |          |
| Fecha                                   | Evento                                                       | Programa corto | Programa libre | Total    |
| 29 de marzo – 2 de abril de 2017        | Campeonato del Mundo 2017                                    | 10 65.48       | 8 126.51       | 9 191.99 |
| 23–26 de febrero de 2017                | Juegos de invierno de Asia 2017                              | 6 53.16        | 2 121.88       | 3 175.04 |
| 15–19 de febrero de 2017                | Torneo de los cuatro continentes de 2017                     | 3 66.87        | 11 109.78      | 8 176.65 |
| 25–27 de noviembre de 2016              | Trofeo NHK 2016                                              | 9 55.66        | 6 119.45       | 8 175.11 |
| 4–6 de noviembre de 2016                | Copa Rostelecom 2016                                         | 4 64.31        | 5 117.01       | 5 181.32 |
| 29 de septiembre – 1 de octubre de 2016 | 2016 CS Autumn Classic de 2016                               | 2 61.48        | 3 110.98       | 3 172.46 |
| 14–18 de septiembre de 2016             | CS U.S. Classic de 2016                                      | 8 48.33        | 9 78.73        | 7 127.06 |